# NB-14 Pionir
NB-14 Pionir (Naoružani brod-14 — Вооружённый корабль-14 «Пионир») — патрульный корабль партизанских военно-морских сил Югославии. Изначально был рыболовецким судном, после капитуляции Италии захвачен немцами. 14 апреля 1944 после авианалёта британских самолётов корабль затонул, спустя 4 месяца его подняли со дна югославские партизаны, отремонтировали и переоснастили.
С 22 по 23 октября 1944 «Пионир» участвовал в крупнейшем морском сражении Югославии времён Второй мировой войны: при поддержке катеров PČ-2, PČ-4 и PČ-24 у острова Маун он вступил в бой против немецких охотников за подводными лодками UJ-202 и UJ-208 (бывшие итальянские корветы типа «Габбиано»). В ходе сражения четверо членов экипажа корабля были ранены. Партизаны выпустили дымовую завесу и отступили.
В тот же день немецкий флот атаковал британские торпедные катера, потеряв трёх убитыми и 11 ранеными. Преследуя британцев, немцы по ошибке напали на свой же конвой, потопив сухогруз F-433 и повредив ещё ряд кораблей. 1 ноября 1944 югославские партизаны у острова Паг снова ввязались в сражение с немецким флотом, но им уже помогали британские эсминцы HMS Wheatland и HMS Avon Vale, члены экипажа которых получили вовремя все разведданные от югославских партизан. В ходе этой схватки оба немецких корабля были потоплены.
После войны «Пионир» использовался как грузовой корабль, позднее был списан и пущен на слом.